# ユニバーサルコレクション
ユニバーサルコレクションは、神奈川県横浜市にある日本の(元)芸能プロダクションである。

## 概要
- 2014年8月設立 セレクト雑貨の企画販売を開始。
- 2014年9月 株式会社クラウドファンクラブが運営していたファンクラブ事業を譲受。WEB上でのファンクラブ開設サービスをメインの事業とする。
- 2015年2月 複数の芸能プロダクションとの共同プロジェクトを開始、アイドルプロジェクト等に会社として参画。
- 2015年11月 ワンアンドオンリー(プロダクション)からの事業譲受、芸能事業を中心とした業態に。
- 2016年からCDレーベル事業ユニコレーベルを開始、他プロダクション系列のアーティストも扱う。
- 2017年から自社イベントユニコレ合同オフ会 ユニコレ合同撮影会 等を積極的に展開するほか、アイドル対バンイベント ミラクルライブコレクションを主催
- 2020年現在 芸能プロダクション業務は行っていない

## CDレーベル事業における取扱アーティスト
- Ariel Project(香港)

## 過去の所属タレント
- 乙川杏花
- 澤田やすらか
- 瑞月みりめ
- 天羽るる
- 花丘環
- 西山野園美
- 西山乃利子
- 小池舞
- 渡辺陽菜
- 天澤美咲
- 赤嶺あいり
- 星乃菜月
- 白石真子
- 白石佳子
- 白石浬子
- 小野寺萌
- 日下部莉音
- 橋内彩乃
- 宮南ひな
- 結城えむ
- 佐藤ももな
- 青樹澪
- 荒井暖菜
- 荒井佑奈
- 荒井由莉采
- 桜田もな
- 笹井りむ
- 椎名ねむり(旧芸名:高坂ひまり)
- 貴水天音
- 田中百合奈
- 二階堂由真
- 山田結衣

## 過去の業務提携
- 工藤聖奈(所属:アンサー株式会社)

## 過去の所属ユニット
- LunaFilles 2017年6月結成 - 2018年3月卒業
- Halation 2016年6月結成 - 2018年12月活動終了
- Parfait 2015年4月結成 - 2019年5月活動終了
- DualHalation 2019年6月結成 - 2019年10月活動終了
- Crouton 2017年10月結成 - 2019年11月活動終了
- 青空コネクト 2019年11月結成 活動開始せず終了